# Lezguianos
Os lezguianos são um grupo étnico autóctone do Cáucaso. Vivem principalmente no sul do Daguestão e no norte do Azerbaijão. Possuem um idioma próprio, o lezgui. São bastante conhecidos pelos russos, por terem resistido à conquista russa durante mais da metade do século XIX. Os lezguianos têm reivindicado, à Rússia, a criação de uma república autónoma, para si, desde do início da década de 90.

## Dados acerca dos lezguianos
População total: cerca de 680.000
População residente na Rússia: 612.000 (censo de 2012)
População residente no Azerbaijão: "180.000" lia (censo de 1999)
Línguas faladas: lezgui, russo
Religião predominante: islamismo sunita.